# 菊池武士
菊池武士（1321年—1401年），又名又次郎。鐮倉時代未期、室町時代早期的武將，肥後菊池氏第14代家督，為肥後守。第12代家督菊池武時第十二子。第13代家督菊池武重及第15代家督菊池武光的弟弟。

## 生平
延元3年/曆應元年（1338年），兄長菊池武重病逝，因武重無子，以菊池武士為養弟而繼任家督，當時只有十七歲。武士由於年紀尚輕，所以先後由兄長菊池武敏、木野武茂相繼輔政。由於性格柔弱，缺乏領導能力。興國6年/貞和元年（1345年），兄長菊池武光率軍進攻合志幸隆，奪回了菊池氏的本城深川城，他的聲望蓋過武士，族人皆希望由他帶領。菊池武士則出家為僧，由菊池武光以庶子身份繼承了菊池氏家督之位。菊池武士最後於應永八年（1401年）去世。